# Фенино
Фе́ніно (рос. Фенино) — присілок у складі Балашихинського міського округу Московської області, Росія.

## Населення
Населення — 156 осіб (2010; 157 у 2002).
Національний склад (станом на 2002 рік):
- росіяни — 99 %